# نادي جوزتيبي
نادي جوزتيبي هو نادي كرة قدم تركي من مدينة إزمير يلعب في الدوري التركي الممتاز. تأسس النادي في 1925.